# Holobani
Holobani falu Romániában, Erdélyben, Fehér megyében.

## Fekvése
Szászavinc közelében fekvő település.

## Története
Holobani korábban Szászavinc része volt. 1956 körül vált önálló településsé 47 lakossal.
1966-ban 41, 1977-ben 61, 1992-ben 23, 2002-ben pedig 17 román lakosa volt.